# Verbo objeto sujeto
Verbo Objeto Sujeto, normalmente expresado con su abreviatura VOS, es un término que se utiliza en tipología lingüística para designar un tipo de lengua, teniendo en cuenta su secuencia no marcada o neutra de componentes sintácticos.
El tipo VOS no es muy común. Algunas lenguas austronesias, como el fiyiano, el javanés antiguo y el malgache, emplean esta secuencia. También algunas variantes de lenguas mayas y el zapoteco de Rincón se basan en este orden básico.
A continuación, las otras permutaciones en orden de las más comunes a las menos:
- Sujeto Verbo Objeto (por ejemplo, castellano, inglés, suajili, chino)
- Sujeto Objeto Verbo (por ejemplo, alemán, japonés, latín, persa)
- Verbo Sujeto Objeto (por ejemplo, galés y árabe clásico)
- Objeto Sujeto Verbo (por ejemplo, xavante)
- Objeto Verbo Sujeto (por ejemplo, guarijío)

- Datos: Q568140